# Associazione Calcio Pistoia 1938-1939
Questa voce raccoglie le informazioni riguardanti  l'Associazione Calcio Pistoia nelle competizioni ufficiali della stagione 1938-1939.

## Rosa
| N. |                   | Ruolo | Calciatore       |
| -- | ----------------- | ----- | ---------------- |
|    | Italia (bandiera) | P     | Aldo Baldi       |
|    | Italia (bandiera) | A     | Silvano Benti    |
|    | Italia (bandiera) | D     | Pietro Betti     |
|    | Italia (bandiera) |       | Mario Breschi    |
|    | Italia (bandiera) |       | Gino Bruni       |
|    | Italia (bandiera) |       | Pacino Callistri |
|    | Italia (bandiera) | D     | Bruno Cappellini |
|    | Italia (bandiera) |       | Aldo Civinini    |

| N. |                   | Ruolo | Calciatore           |
| -- | ----------------- | ----- | -------------------- |
|    | Italia (bandiera) |       | Inaco Corradini      |
|    | Italia (bandiera) | C     | Ferdinando Innocenti |
|    | Italia (bandiera) |       | Giovanni Landini     |
|    | Italia (bandiera) | A     | Roberto Niccolai     |
|    | Italia (bandiera) | C     | Fabio Pastacaldi     |
|    | Italia (bandiera) |       | Mario Serra          |
|    | Italia (bandiera) | C     | Renzo Turchi         |
|    | Italia (bandiera) |       | Libero Zattoni       |